# Бер, Анна Александровна
Анна Александровна Бер (род. 23 октября 1989 года) — российская пловчиха в ластах.

## Карьера
Начала заниматься подводным плаванием в ДЮСШ имени В. А. Шевелева в 2000 году.
В 2006 году завоевала одну золотую и две серебряные медали на чемпионате мира среди юниоров в Москве и по итогам года была включена в основной состав взрослой национальной сборной команды по подводному спорту.
Начиная с 2006 года неоднократно становилась победителем и призёром этапов Кубка мира как в командном, так и в личном зачете.
В 2010 году стала трёхкратной победительницей Кубка мира: на дистанции 50 метров в ластах, 50 метров ныряние и 100 метров в ластах (Берлин). Также завоевала шесть золотых медалей на чемпионате России (50 м в ластах, 50 м ныряние, 100 м в ластах, 100 м с аквалангом и эстафеты 4×100 и 4×200 в составе сборной Томской области). Кроме того, по итогам чемпионата Европы была двукратной победительницей (50 м ныряние и эстафета 4×100) и трёхкратным серебряным призёром (50 м в ластах, 100 м в ластах, 100 м с аквалангом).
В 2011 году на счету Анны серебро и бронза чемпионата мира в Венгрии, в 2012 она стала чемпионкой Европы в эстафетном плавании 4×100 метров в Италии.
1 июля 2014 года министр спорта РФ Виталий Мутко подписал приказ "О присвоении почетного спортивного звания «Заслуженный мастер спорта России» преподавателю факультета физической культуры НИ ТГУ, спортсменке клуба СКАТ и ОГАУ «ТО ШВСМ» Анне Бер, являющейся также чемпионкой Европы, призёром чемпионата мира, рекордсменкой Европы, многократной чемпионкой России.
Окончила факультет физической культуры ТГУ. Является аспиранткой этого же университета. Тренер-преподаватель клуба «СКАТ».
На Европейских играх победила в рамках показательных выступлений и установила новый рекорд Европы в плавании в ластах на дистанции 50 метров.
С Всемирных игр 2017 года привезла золото и бронзу.